# گیرنده استیل‌کولین

استیل‌کولین

گیرنده استیل‌کولین (به اختصار AChR) پروتئین غشائی درونی است که نسبت به اتصال پیام‌رسان عصبی استیل‌کولین واکنش نشان می‌دهد.

## طبقه‌بندی
مانند سایر گیرنده‌های تراغشائی، گیرنده‌های استیل‌کولین بسته به خواص دارویی‌شان، یا بنا بر حساسیت و میل ترکیبی‌شان با مولکول‌های دیگر طبقه‌بندی می‌شوند. گرچه همه گیرنده‌های استیل‌کولین بنا بر تعریف به استیل‌کولین واکنش نشان می‌دهند، این گیرنده‌ها می‌توانند به سایر مولکول‌ها هم پاسخ دهند.
- گیرنده‌های استیل‌کولین نیکوتینی (nAChR، هم‌چنین معروف به ...) به طور مشخص به نیکوتین واکنش نشان می‌دهند.
- گیرنده‌های استیل‌کولین موسکارینی (mAChR، هم‌چنین معروف به ...) به طور مشخص به موسکارین واکنش نشان می‌دهند.

## انواع گیرنده‌ها
برای استیل کولین گیرنده های موسکارینی M1 تا M5 و به ندرت گیرنده های نیکوتینی وجود دارند .